# Nová Ves u Nového Města na Moravě
Nová Ves u Nového Města na Moravě (do roku 1950 a od 1. července 1980 do 29. března 1992 Nová Ves; německy Neudorf) je obec v okrese Žďár nad Sázavou v Kraji Vysočina. Leží asi 1,5 km jižně od Nového Města na Moravě. Žije zde 670 obyvatel.

## Název
S 33 znaky (včetně mezer) je obcí s nejdelším názvem v České republice. Prodloužení názvu obce o přídomek „u Nového Města na Moravě“ si Nová Ves vyžádala 30. března 1992. Jen o jeden znak méně má Brandýs nad Labem-Stará Boleslav a také Hněvkovice na levém břehu Vltavy, které však nejsou obcí, ale částí obce Týn nad Vltavou. Pokud se však započítají i části obcí, ztrácí Nová Ves u Nového Města na Moravě své prvenství, o znak navíc (34 znaků) mají totiž Bitozeves-průmyslová zóna Triangle a Liberec XXX-Vratislavice nad Nisou, Staňkovice-průmyslová zóna Triangle mají 35 znaků a Velemyšleves-průmyslová zóna Triangle má dokonce 37 znaků.

## Historie
První písemná zmínka o obci pochází z roku 1407 (Nowa Wes).
Obec Nová Ves u Nového Města na Moravě v roce 2006 obdržela ocenění v soutěži Vesnice Vysočiny, konkrétně získala ocenění bílá stuha, tj. ocenění za činnost mládeže. V roce 2015 získala obec ocenění v soutěži Vesnice Vysočiny 2015, konkrétně obdržela diplom za rozvíjení lidových tradic. V roce 2016 získala obec ocenění v soutěži Vesnice Vysočiny 2016, konkrétně obdržela Bílou stuhu za činnost mládeže. V roce 2018 získala obec ocenění v soutěži Vesnice Vysočiny 2018, konkrétně obdržela Zlatou cihlu kategorie C za nové venkovské stavby za stavbu kaple sv. Anny. V roce 2019 získala obec ocenění v soutěži Vesnice Vysočiny 2019, konkrétně obdržela Modrou stuhu za společenský život. V roce 2022 získala obec ocenění v soutěži Vesnice Vysočiny 2022, konkrétně obdržela Oranžovou stuhu za spolupráci obce a zemědělského subjektu.

## Obyvatelstvo
| Rok            | 1869 | 1880 | 1890 | 1900 | 1910 | 1921 | 1930 | 1950 | 1961 | 1970 | 1980 | 1991 | 2001 | 2011 | 2021 |
| -------------- | ---- | ---- | ---- | ---- | ---- | ---- | ---- | ---- | ---- | ---- | ---- | ---- | ---- | ---- | ---- |
| Počet obyvatel | 435  | 452  | 463  | 451  | 457  | 463  | 451  | 451  | 455  | 471  | 493  | 495  | 541  | 618  | 631  |
| Počet domů     | 65   | 69   | 70   | 72   | 75   | 74   | 82   | 88   | 91   | 103  | 115  | 127  | 139  | 164  | 167  |

## Obecní správa
V letech 1869–1980 Nová Ves u Nového Města na Moravě byla obcí v okrese Nové Město na Moravě (1869–1930) (v letech 1869–1900 Nové Město) a později v okrese Žďár nad Sázavou (v roce 1950 okres Žďár). Od 1. července 1980 do 31. prosince 1991 patřila jako část města k Novému Městu na Moravě a od 1. ledna 1992 je opět samostatnou obcí. V letech 1961–1980 k obci patřila Křídla.

### Obecní symboly
Znak a vlajka byly obci uděleny rozhodnutím předsedy Poslanecké sněmovny Parlamentu České republiky dne 26. listopadu 1999.

## Školství
- Základní škola a Mateřská škola Nová Ves u Nového Města na Moravě

## Pamětihodnosti
- Kaplička z roku 1897 (roku 2016 byla kvůli špatnému stavu zbourána a v roce 2017 byla postavena znovu)[19]